# Maluk (plaats)
Maluk is een bestuurslaag in het regentschap Sumbawa Barat van de provincie West-Nusa Tenggara, Indonesië. Maluk telt 2838 inwoners (volkstelling 2010).